# Jordan Nwora

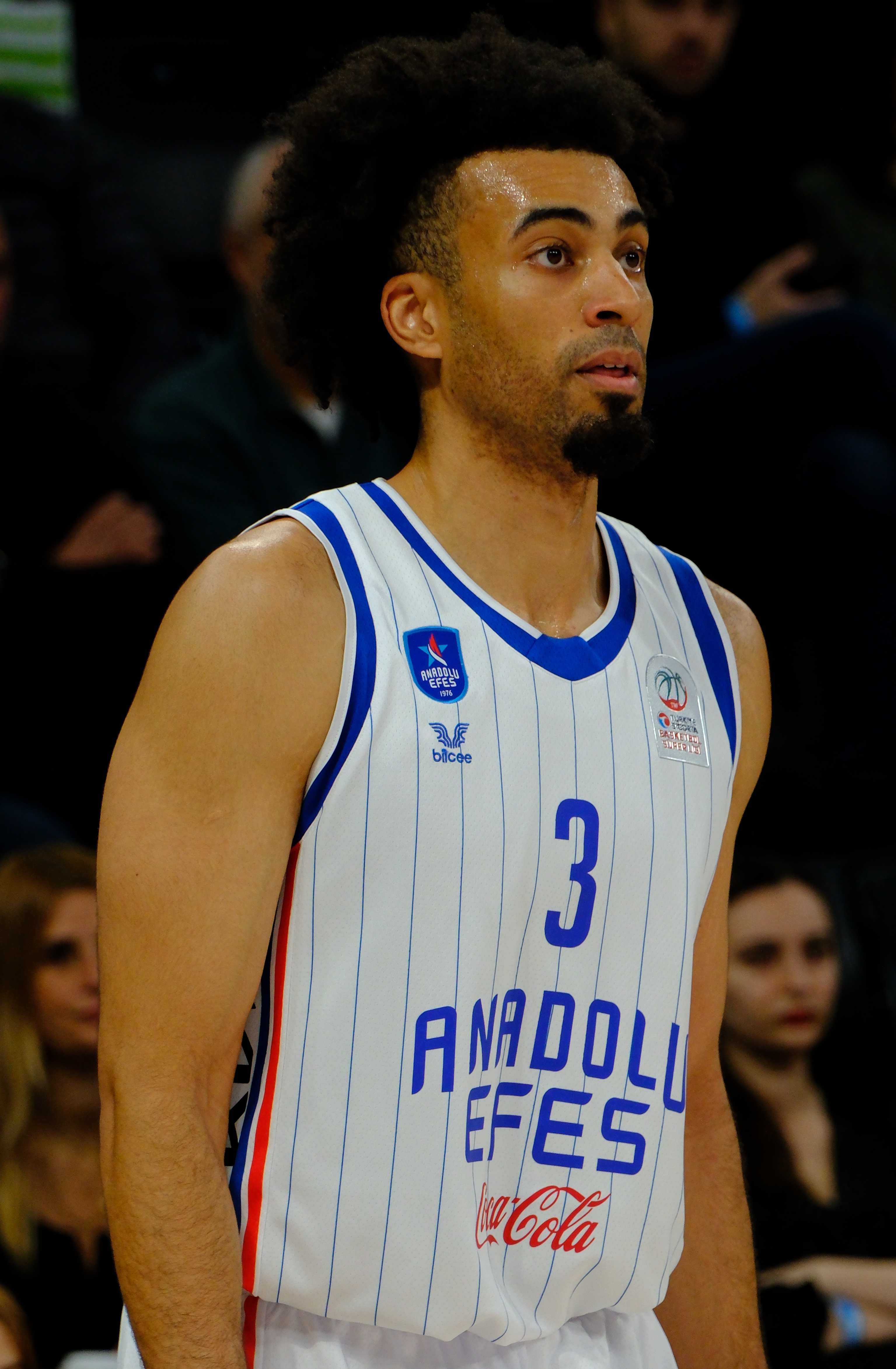
Jordan Nwora, 2024.

Jordan Ifeanyi Nwora, född 9 september 1998 i Buffalo, New York i USA, är en nigeriansk-amerikansk professionell basketspelare (SF) som spelar för Toronto Raptors i National Basketball Association (NBA). Han har tidigare spelat för Milwaukee Bucks och Indiana Pacers.
Nwora var med och vinna NBA-mästerskapet, tillsammans med Milwaukee Bucks, för säsongen 2020–2021.
Han deltog också vid de olympiska sommarspelen 2020 i Tokyo när han spelade med det nigerianska basketlandslaget.
Nwora draftades av Milwaukee Bucks i andra rundan i 2020 års draft som 45:e spelare totalt.
Innan han blev proffs studerade Nwora på University of Louisville och spelade för deras idrottsförening Louisville Cardinals.